# Hatsuhime
Hatsuhime ou Hatsu, née le 25 août 1602 et morte le 16 avril 1630, est la quatrième fille du shogun Hidetada Tokugawa, une figure importante de l'époque Edo, elle épouse Tadataka Kyogoku en 1606.

## Famille et mariage
Hatsuhime naît le 25 août 1602. Elle est la quatrième fille de Hidetada Tokugawa, le deuxième shogun de l'ère Edo, fils de Ieyasu Tokugawa. Sa mère est Oeyo, troisième fille d'Azai Nagamasa et nièce d'Oda Nobunaga. Elle est la sœur de Sen (1597-1666) ,Tama (1599-1622 ) Katsu (1601-1672) , Tokugawa Iemitsu (1604-1651), Tokugawa Tadanaga (1606-1633) et de l'impératrice Masako (1607-1678).
Sa tante Ohatsu (1570-1633) étant stérile, Hatsu est adoptée par celle-ci et prend le même prénom qu'elle. Ohatsu est l'épouse de Takatsugu Kyogoku, daimio du domaine d'Obama au service des Tokugawa. En 1606, Hatsu épouse Tadataka Kyogoku, fils de Takatsugu Kyogoku par une concubine.
Le couple n'a pas d'enfants, ce qui cause un problème de succession pour le clan Kyogoku et Hatsu décède, probablement de maladie, le 16 avril 1930, à l'âge de 27 ans.
Tadataka essaie d'adopter son neveu Takakazu Kyogoku mais en vain. Toutefois, à la mort de Tadataka en 1637, alors que tous les biens de la famille devraient revenir au shogunat, le bakufu désigne à titre posthume Kyōgoku Takakazu comme héritier. Il est initialement licencié à Tatsuno (50 000 koku) dans la province de Harima.